# Albal
Albal là một đô thị ở comarca Horta Sud cộng đồng Valencia, Tây Ban Nha. Đô thị này có diện tích 7,37 km², dân số thời điểm năm 2006 là 14.505 người.